# Kostel Panny Marie pod řetězem
Kostel Panny Marie pod řetězem je římskokatolický klášterní kostel při komendě johanitského řádu. Je torzem nedokončeného většího středověkého maltézského chrámu, započatého v románském slohu. Současný kostel je pouze kněžiště zamýšleného chrámu. Společně se sousedními budovami malostranské maltézské komendy je chráněn jako kulturní památka. Nachází se v Lázeňské ulici v Praze 1 na Malé Straně.
Podle oficiálního webu Maltézského řádu zní plný původní název tohoto svatostánku kostel Panny Marie pod řetězem konce mosta,) tedy s archaickým přídomkem, který se většinou nepoužívá.

## Historie

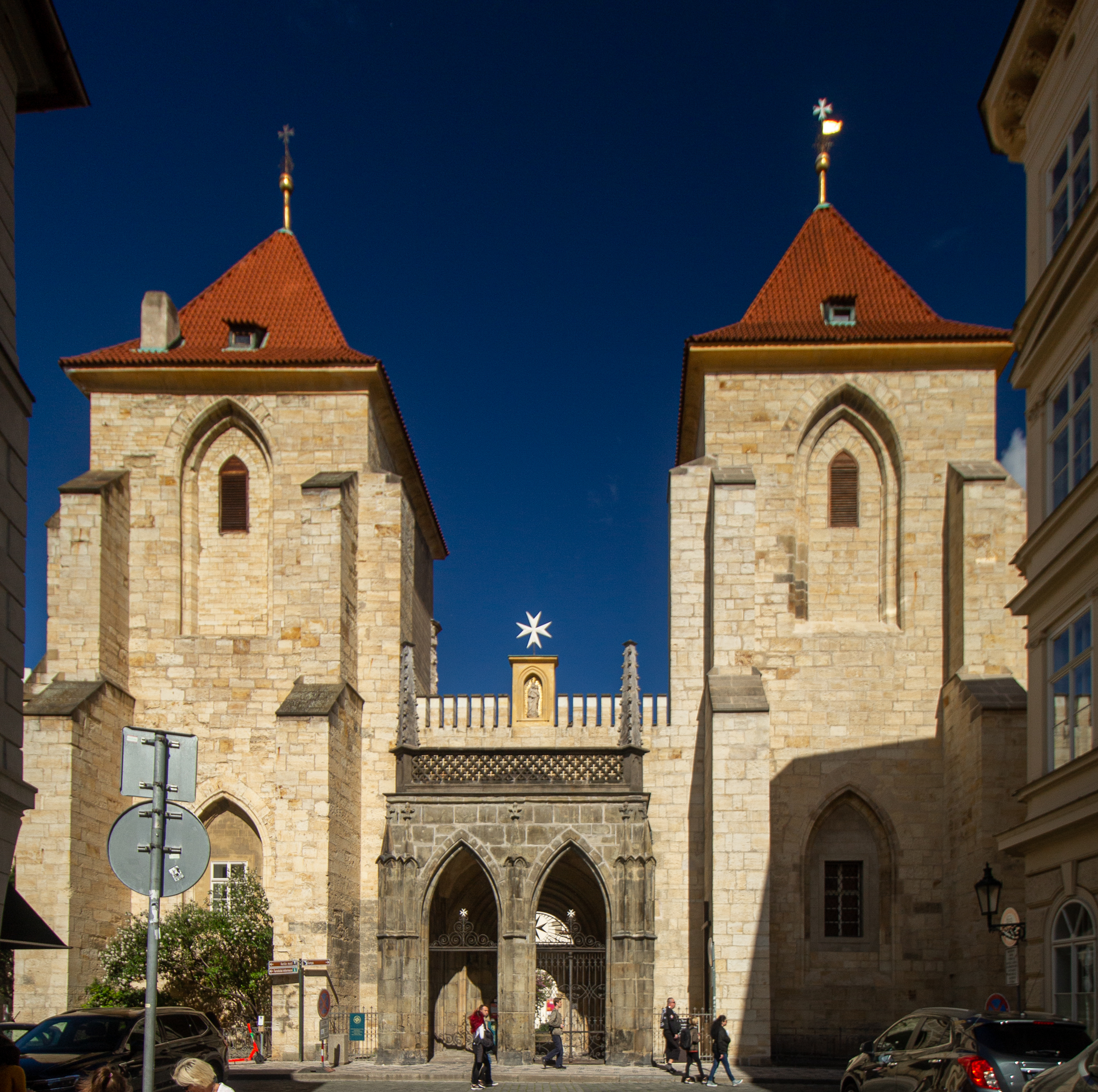
Gotický portál s dvouvěžím

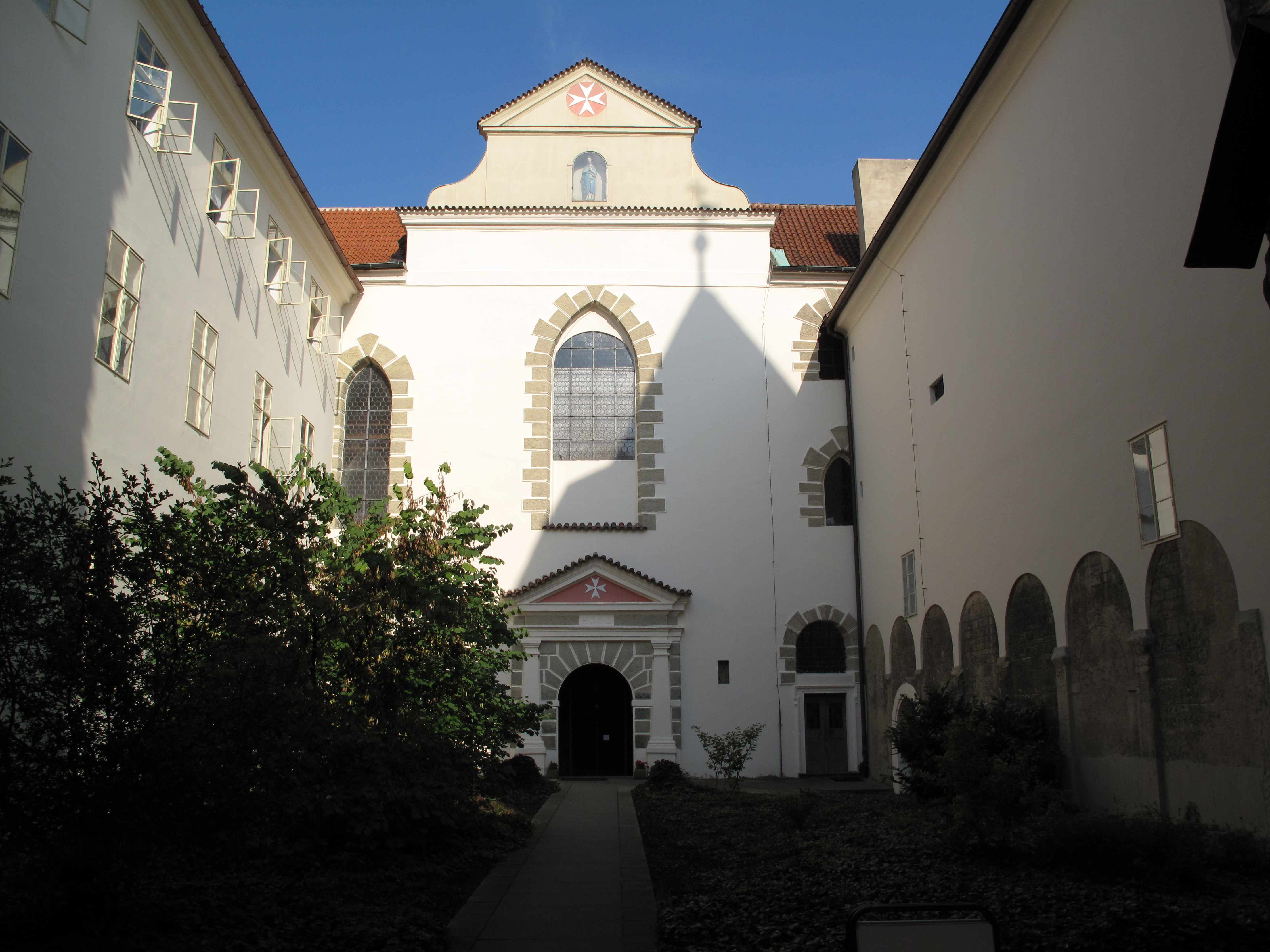
Nádvoří, vpravo kvádříkové zdivo jižní lodi románské baziliky

Johanitská (maltézská) komenda na Malé Straně byla založena mezi lety 1158 a 1169 králem Vladislavem I. a byla umístěna k patě tehdy postaveného Juditina mostu. Johanité do roku 1182 vybudovali románskou baziliku Panny Marie, trojlodní s příčnou lodí, v místech dnešního nádvoří. V polovině 13. století byla komenda obehnána hradbami s věžemi a ovládala jižní přístup k mostu, zatímco ze severní strany k němu přiléhal taktéž hradebně opevněný areál biskupského dvora.
Postup přestavby velikostí nevyhovujícího chrámu v období gotiky nelze spolehlivě datovat. Zřejmě začala v 1. polovině 14. století, možná po získání prostředků odprodejem majetku získaného od zrušených templářů. Kněžiště muselo již stát v roce 1378, neboť bylo jedním z míst, kde bylo vystaveno tělo zemřelého Karla IV. Do husitských válek byly vybudovány věže a parléřovský portikus a započata stavba lodi a proto zbourána část románské baziliky. Roku 1420 byl kostel vypálen husity, znovu byl opravován po požáru v roce 1503.
Různé úpravy a opravy probíhaly od 2. polovině 16. století, před polovinou 17. století raně barokní obnovu zahájil Carlo Lurago. Přistavěl  ke kostelu dvě kaple a upravil presbytář, který byl dekorován štukami podle jeho návrhu. Vrcholně barokní úpravy převorství za účasti Thomase Haffeneckera a Bartolomea Scottiho se již kostela zásadně netýkaly, byl v té době pouze vyměněn hlavní oltář a pořízen nový, zasvěcený sv. Janu Nepomuckému. Po roce 1830 byla ještě doplněna novogotická vrchní část portiku (zábradlí s fiálami a cimbuří).

## Popis

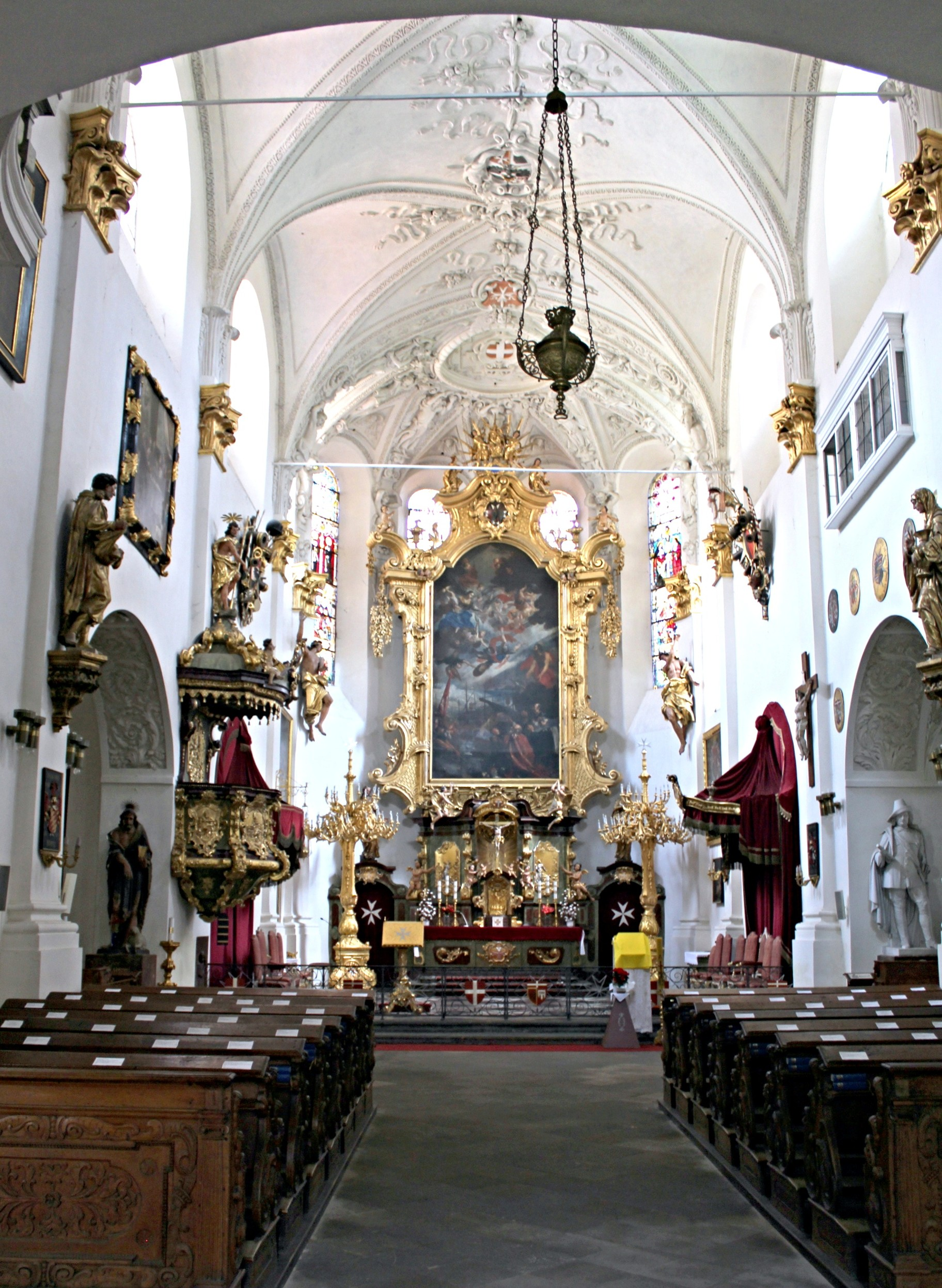
Interiér: hlavní oltář se Škrétovým obrazem, vlevo vyřezávaná kazatelna, vpravo socha R. Colloreda, v popředí barokní lavice.

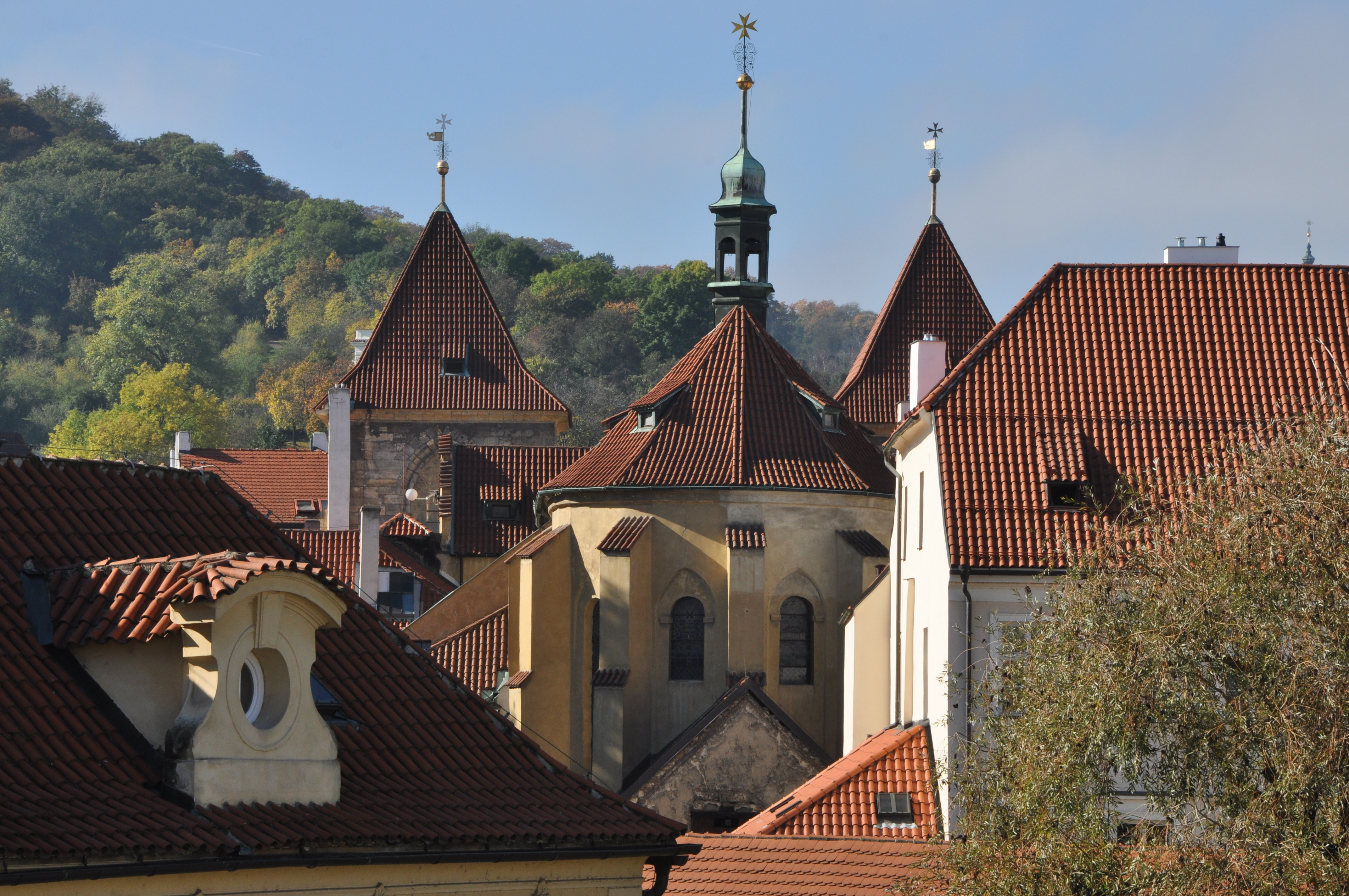
Pohled na kostel z Karlova mostu. Patrné jsou věže a závěr kostela

Na západní straně do Maltézského náměstí je kamenná gotická fasáda, tvořená dvěma později sníženými věžemi, mezi kterými je portikus. Portikem lze projít do nádvoří, které je přibližně v místech původního románského chrámu, jehož pozůstatky jsou v obvodních zdech patrné. Na východní straně nádvoří je vchod do barokně upraveného kostela, vzniklého postupnými úpravami kněžiště původně zamýšleného gotického chrámu.
Hlavní loď je doplněna dvěma vedlejšími kaplemi a kruchtou v západní části. Hlavní oltář je vrcholně barokní s vynikajícím obrazem Karla Škréty Panna Maria a sv. Jan Křtitel se podílejí na obraně Malty roku 1565, který byl přenesen z původního staršího oltáře z roku 1651. Z dalšího vybavení např. v kapli Jana Křtitele je obraz Křest Páně od Antonína Stevense, obraz Svatý Václav připíjí sv. archandělu Michaelovi od jana Jiřího Heinsche, z řezbářských prací to jsou kazatelna s reliéfy církevních otců a johanitů dobývajících Jeruzalém či vyřezávané raně barokní lavice.
Bránu ke kostelu zdobí mříže s motivem Maltézských rytířů, které vznikly v 50.-60. letech 20. století podle návrhu malíře Jiřího Binko.
V kostele jsou pohřbeni mj. různí významní členové řádu. Pozornost zaslouží:
- pískovcový náhrobník maltézského právníka G. E. Wiederhallera (zemřel 1690) s reliéfem Vzkříšení
- reliéfní deska F. Tenngnagela zobrazeného jako rytíře v brnění, 1624, slivenecký mramor
- reliéfní deska Jana Metycha z Čečova (zemřel 1610), komorníka Rudolfa II. a stavitele nedalekého metychovského paláce, slivenecký mramor
- pomník (socha) Rudolfa Colloreda-Wallsee, velitele pražské obrany za obléhání Švédů v roce 1648 od Emanuela Maxe, kolem roku 1850, bílý cararrský mramor

### Betlém
V kostele je o vánočních svátcích vystavovám betlém, který ve druhé polovině 19. století zhotovila řezbářská dílna Josefa Krejčíka z Prahy.